# Tracheplexia conservuloides
Tracheplexia conservuloides là một loài bướm đêm trong họ Noctuidae.